# Rubeola FC Csömör
A Rubeola FC egy magyar futsalklub Csömörről, amely a magyar futsalbajnokság másodosztályában szerepel.

## Történelem
A klubot 1992-ben alapították, de ekkor még nem létezett a sportág hazánkban. A csapat az első pár évben spontán szervezett bajnokságokban vett részt. 1997-ben Csömörre költözött az alakulat és elindult az először megrendezett, első osztályú kispályás bajnokságon is.A csúcsot egyértelműen a 2004-es év jelentette, amikor a csömöri gárda elhódította a bajnoki címet, a kupát és a szuperkupát is. 2010-ben elindult utánpótlásképzés is.A 2015/16-os szezonban a rossz teljesítmény miatt kiesett a klub a futsal NB2-be, ahol két szezont is eltöltött. 2020. nyarán a klub és a csömöri önkormányzat nem tudott megállapodni egymással,így a csapatot működtető cég eladta az indulási jogot az Újpest csapatának.A Rubeola a Pest megyei bajnokságban kezdte meg az újjáépítést, ahol rögtön az első szezonban bajnok lett. Az osztályozós mérkőzésen legyőzte a Sárvár együttesét,így a következő szezont már az NBII-ben kezdte meg.

## Csapat 2024/25

### Játékosok[5]
| #  | Ország | Név                        |
| -- | ------ | -------------------------- |
| 4  | HUN    | Oláh Kristóf Attila        |
| 7  | HUN    | Maruzsi Máté Ernő          |
| 8  | HUN    | Kardos Olivér Márton       |
| 9  | HUN    | Nagy Norbert Attila        |
| 10 | HUN    | Fellegi Nándor             |
| 11 | HUN    | Beteschek Krisztián        |
| 12 | HUN    | Dr. Oswald Dániel (K)      |
| 17 | HUN    | Gényi Dávid                |
| 21 | HUN    | Kardos Bálint Szabolcs (K) |
| 22 | HUN    | Iváncsik Norbert (K)       |
| 23 | HUN    | Szatlmayer Máté Soma       |
| 25 | HUN    | Szabó Marcell              |
| 77 | HUN    | Sulyok Richárd Tibor       |
| 86 | HUN    | Katona Noel                |
| 91 | HUN    | Gémesi Áron                |
|    | HUN    | Kiss Boldizsár             |
|    | HUN    | Soóky Rómeó                |
|    | HUN    | Szenyán Roland             |

## Eredmények

### Nemzeti
- Futsal NB I.
  -  Bajnok (1): 2004/2005
  -  Ezüstérmes (1): 2007/2009
  -  Bronzérmes (1): 2008/2009
- Futsalkupa
  -  Döntős (1): 2018

### Helyezések a bajnokságban
| Szezon    | Bajnokság neve                           | Helyezés |
| --------- | ---------------------------------------- | -------- |
| 2004/2005 | Férfi Futsal NB I.                       | 1.       |
| 2005/2006 | Férfi Futsal NB I.                       | 5.       |
| 2006/2007 | Férfi Futsal NB I.                       | 5.       |
| 2007/2008 | Férfi Futsal NB I.                       | 2.       |
| 2008/2009 | Férfi Futsal NB I.                       | 3.       |
| 2009/2010 | Férfi Futsal NB I.                       | 8.       |
| 2010/2011 | Férfi Futsal NB I.                       | 12.      |
| 2011/2012 | Férfi Futsal NB I.                       | 10.      |
| 2012/2013 | Férfi Futsal NB I.                       | 7.       |
| 2013/2014 | Férfi Futsal NB I.                       | 10.      |
| 2014/2015 | Férfi Futsal NB I.                       | 8.       |
| 2015/2016 | Férfi Futsal NB I.                       | 10.      |
| 2016/2017 | Férfi Futsal NB II. Közép-keleti csoport | 3.       |
| 2017/2018 | Férfi Futsal NB II. Keleti csoport       | 1.       |
| 2018/2019 | Férfi Futsal NB I.                       | 9.       |
| 2019/2020 | Férfi Futsal NB I.                       | -        |
| 2020/2021 | Férfi Futsal NB III. Pest megyei csoport | 1.       |
| 2021/2022 | Férfi Futsal NB II. Keleti csoport       | 1.       |
| 2022/2023 | Férfi Futsal NB I.                       | 11.      |
| 2023/2024 | Férfi Futsal NB II. Keleti csoport       | 5.       |
| 2024/2025 | Férfi Futsal NB I.                       | 12.      |